# Pachyta armata
Pachyta armata es una especie de escarabajo longicornio del género Pachyta, tribu Rhagiini, subfamilia Lepturinae. Fue descrita científicamente por LeConte en 1873.

## Descripción
Mide 7-22 milímetros de longitud.

## Distribución
Se distribuye por Canadá y Estados Unidos.